# 自然史博物馆 (伦敦)
自然史博物馆，是位于英国伦敦市南肯辛顿博览会路的一家大型博物馆，与科学博物馆、维多利亚和阿尔伯特博物馆比邻。其入口位於克倫威爾路。該博物館是一個免稅慈善機構，由文化媒體和體育部所資助的非政府部門的公共機構。
該館所擁有的生物和地球科學標本約七千萬件，包括五個主題：植物學、昆蟲學、礦物學、古生物學和動物學等自然歷史。該博物館是世界著名的研究中心，專門從事生物分類、鑑定和保存。由這個機構建館已有百餘年，許多藏品具有偉大的歷史和科學價值，例如由达尔文及卡尔·林奈等科學家所採集的標本。自然史博物館圖書館典藏有大量書籍、期刊、手稿，以及關連到這些科學部門的研究工作的藝術品收藏。如欲使用該圖書館，必須事先預約。
該博物館特別廣為人知的是恐龍骨骼展示及其華麗的建築 -有時被稱為“自然大教堂” – 兩者同時體現於雄踞在拱形中央大廳的大型梁龍模型。
這座博物館的典藏品源自於大英博物館，建築主體由阿爾弗雷德·沃特豪斯設計、於1881年建成並開放參觀，後來將地質博物館納入。達爾文中心是最近新增的，有一部分設計為現代化的設施以保存珍貴的典藏品。
如同其他由英國政府資助的國家博物館，自然史博物館並不收取入館費用。該博物館是一個豁免慈善機構和由文化、媒体和体育部主辦的非政府部門公共機構。 威爾斯王妃是博物館的保護人(patron)。 博物館約有 850 名工作人員。 兩個最大的策略小組是公眾參與小組和科學小組。

## 歷史

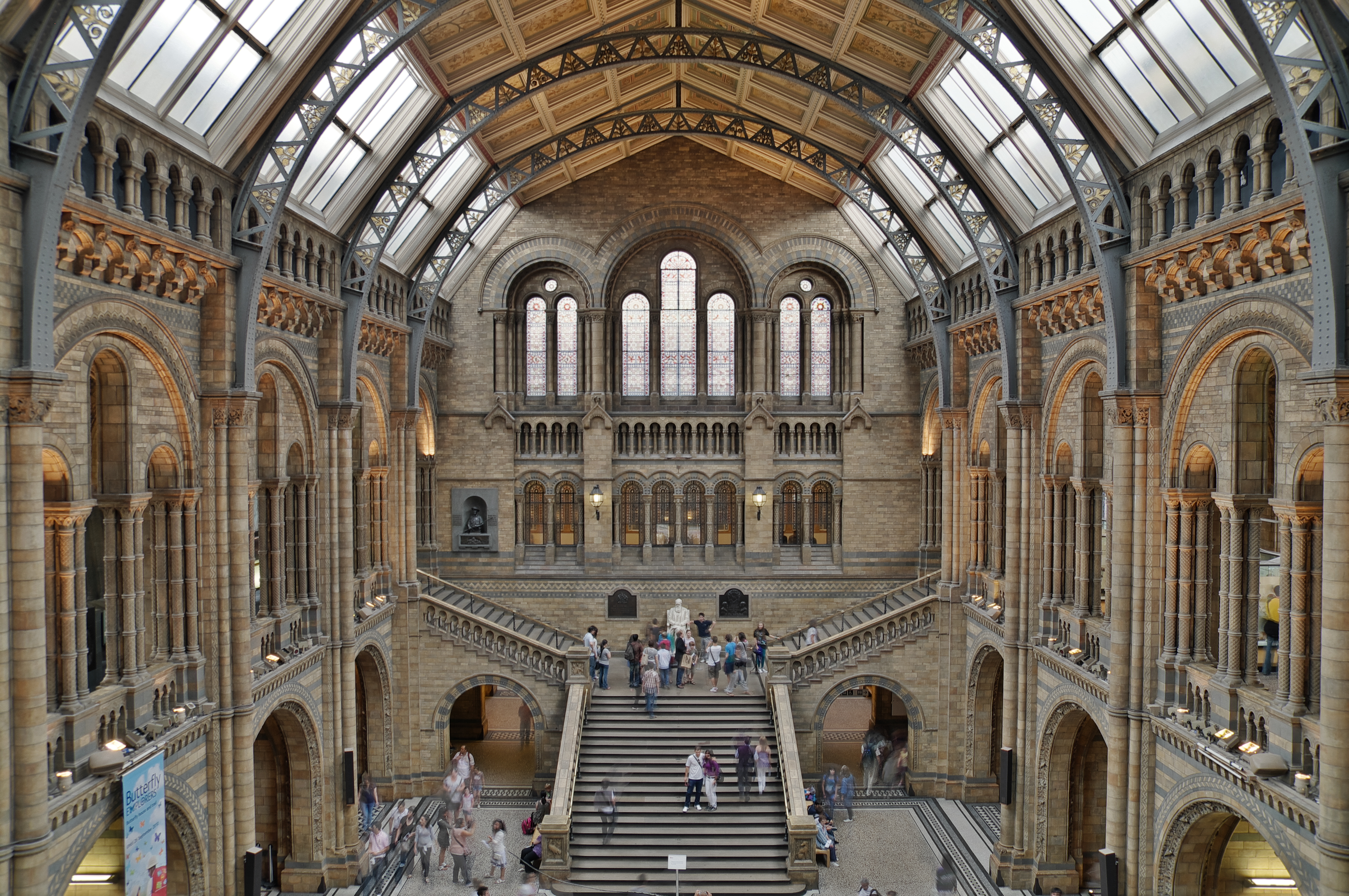
倫敦自然歷史博物館中央大廳

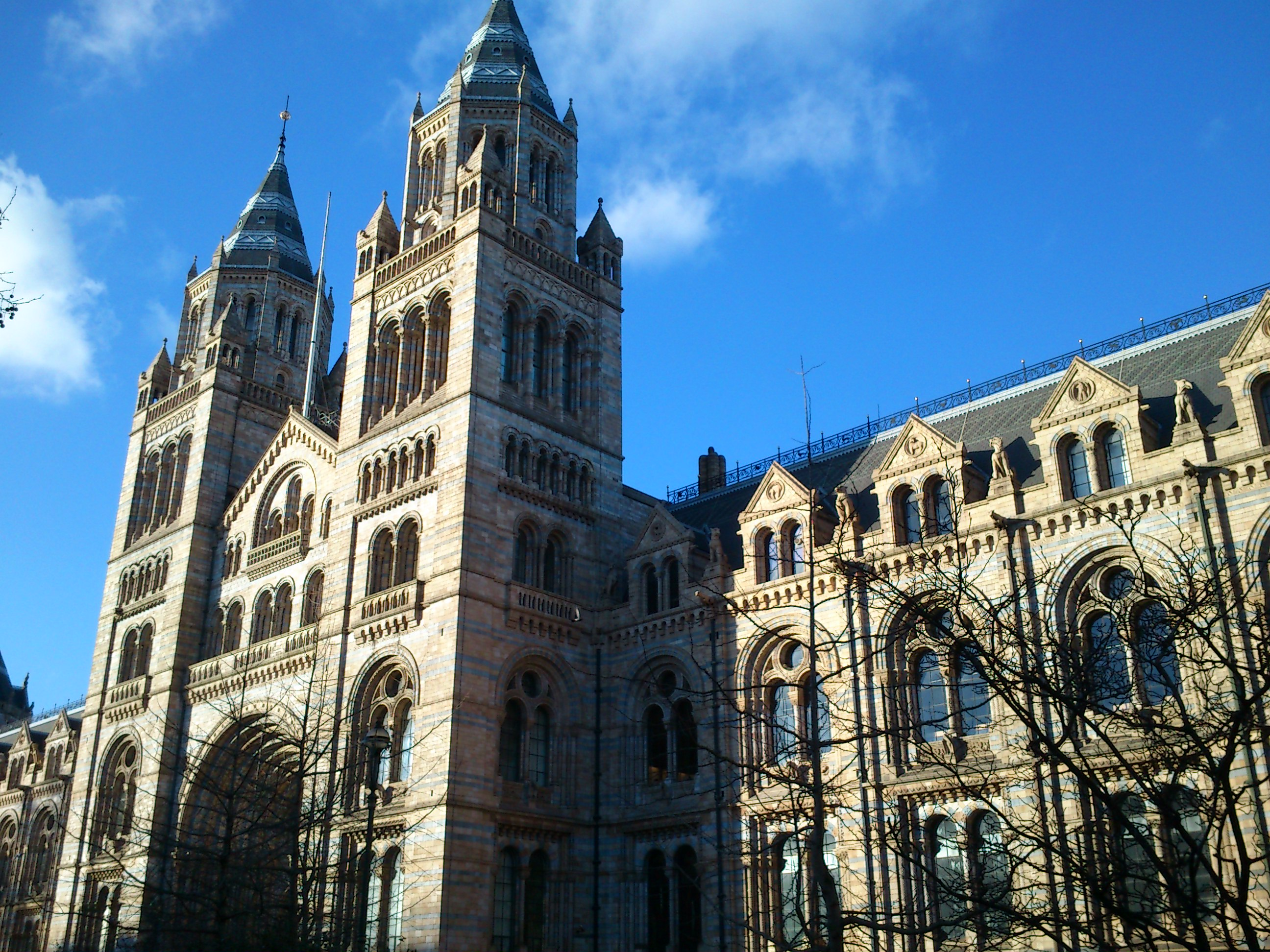
倫敦自然史博物館

### 早期歷史
博物館最初是大英博物館的一個部門。 大英博物館本身始於 1753 年，當時愛爾蘭醫生漢斯·斯隆 (1660年–1753年)爵士將他的收藏遺贈給英國政府，並將其存放在布魯姆斯伯里的蒙塔古莊園。 這些藏品包括書籍、錢幣等，以及動物、植物和礦物的藏品。 當大英博物館成立時，它就已經作為自然歷史博物館開始了。 （詳情請參閱大英博物館部分）

### 新大樓的規劃與建築
然而，大約一個世紀後，蒙塔古莊園可以保存的標本和材料數量變得太多。 自 1856 年以來一直擔任大英博物館自然歷史部主任的理查德·歐文 (Richard Owen) 堅持認為應該為大英博物館的自然歷史標本建造一個新的附屬建築。 歐文的請求很快就被接受，並於1860年決定將建築和自然歷史標本遷至新館，併購買了倫敦1862年世界博覽會的南肯辛頓場地用於新博物館。
1881年4月18日，復活節後的星期一，「大英博物館（自然史）」開館。 然而，由於館藏標本數量龐大，將藏品從舊博物館移至新館的工作一直持續到 1883 年。 1884年，搬遷完成後，歐文辭去職務。

### 與大英博物館分離

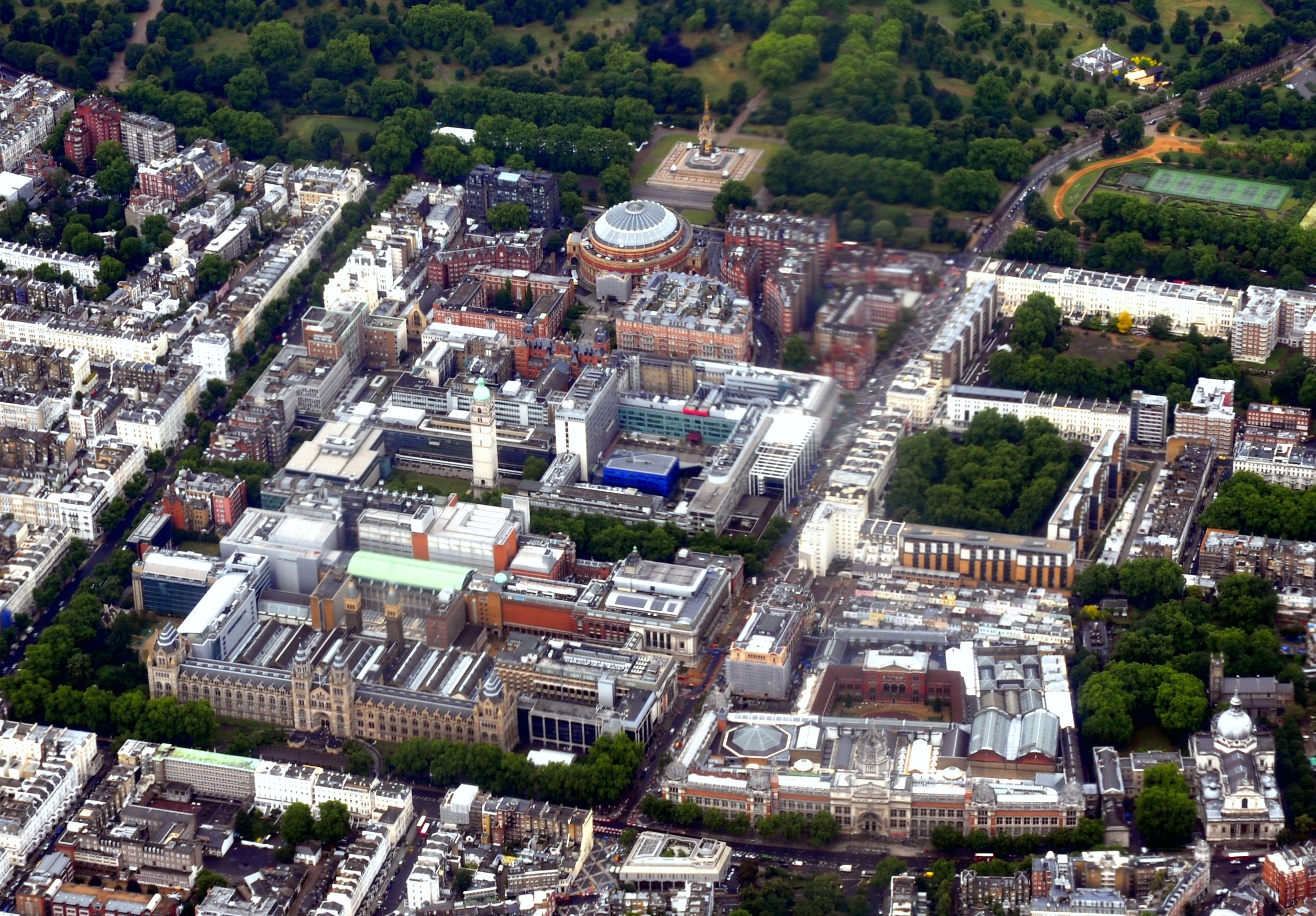
在自然歷史博物館上方可以看到帝國學院和圓頂皇家阿爾伯特音樂廳。

正如其原英文名稱「大英博物館（自然史）」(British Museum (Natural History))所示，它最初正式是大英博物館的一個部門，在科學文獻中縮寫時，寫作B.M.（N.H.）等。 樣本編號也可以採用「BMNH 1234」格式。 1963年，《1963年大英博物館法案》使博物館成為一個獨立的博物館，擁有自己的董事會，不再是大英博物館的分支機構。 然而，直到1992年《博物館與畫廊法》通過後，博物館的正式名稱才從「大英博物館（自然史）」(British Museum (Natural History))改為原來的通用名稱「自然史博物館」(The Natural History Museum)。
1937年，沃爾特·羅斯柴爾德位於赫特福德郡特林的動物博物館(Natural History Museum at Tring)在遺囑中被遺贈給大英博物館，並成為該博物館的一部分。 即使自然史博物館獨立後，沃爾特·羅斯柴爾德動物博物館仍繼續作為倫敦自然歷史博物館的一部分運作。

### 地質博物館
1985年，毗鄰大樓東側的英國地質調查局地質博物館被合併。 地質博物館成立於1835年，當時同時參與英國地質調查局建立的亨利·德拉比奇受政府委託對德文郡進行地質調查，這一切都始於他向財政部長建議如果把一個含有大量岩石和礦物的地方改造成一個新的博物館，不僅對研究有用，而且成本也會更便宜。 政府接受了這項提議，並於 1841 年在距離白廳 (Winterhall) 不遠的克雷格宮 (Craig's Court) 建立了地質博物館，作為英國地質調查局的一部分。 幾經搬家後，從1935年開始，地質博物館一直在自然史博物館東側隔壁，直到博物館被吞併。
從1974年到1988年，地質博物館因其收藏的活火山模型、地震設備和世界上第一個基於電腦的展覽"地球的寶藏"（Treasures of the Earth）而聞名於世。 這座前地質博物館畫廊併入自然歷史博物館後，經過徹底重建，並於 1998 年作為多媒體展覽重新開放。 然而，自然歷史博物館原有的礦物學展品仍保持原樣，而不是被納入多媒體展品中，作為沃特豪斯 19 世紀展示技術的一個例子。

## 展覽

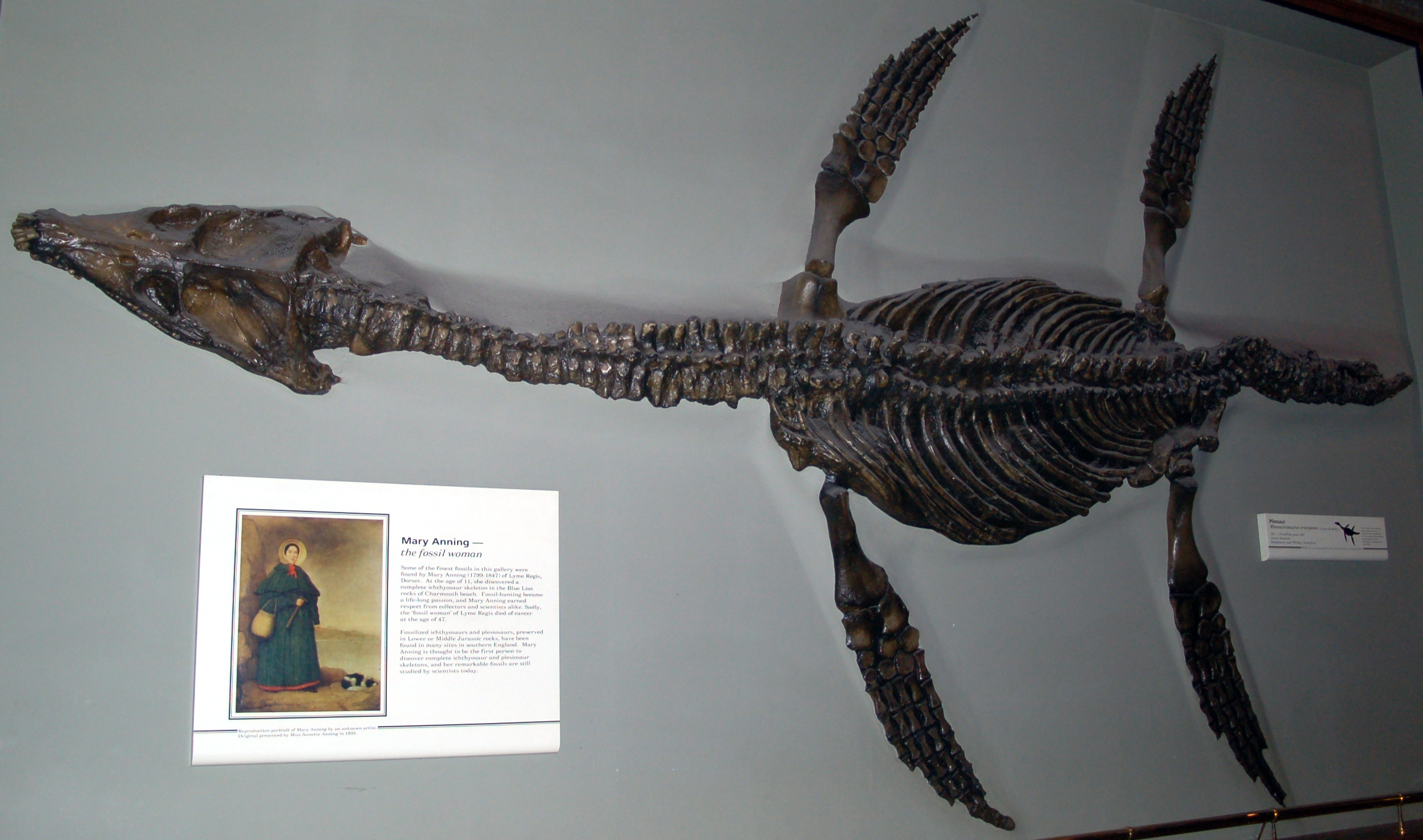
瑪麗·安寧 (Mary Anning) 發現的蛇頸龍化石.

博物館收藏超過 8000 萬件生命科學和地球科學藏品。 约瑟夫·班克斯在詹姆斯·庫克努力号三桅帆船上採集的標本、挑戰者號遠征航行中採集的標本、羅伯特·法爾肯·史考特探險隊在南極洲採集的標本以及博物館自己前往坦噶尼喀的恐龍發掘探險中獲得的標本。博物館還擁有大量來自海外的珍貴標本，包括來自其他國家的標本，這些標本的質量和數量都是世界上最好的之一。
該藏品大致分為五個領域：昆蟲學、動物學、植物學、古生物學、和礦物學。
- 昆蟲學標本 - 3,400萬件
- 動物學標本 - 6,300萬件
- 植物學標本 - 600 萬件
- 古生物學標本 - 700 萬種脊椎動物、無脊椎動物和植物化石的地理、地層和歷史覆蓋範圍。
- 礦物學標本 - 超過 500,000 件，包括隕石 - 5,000 件

除了標本外，博物館還收藏了與自然科學相關的書籍，數量超過100萬冊，是英國藏書最多的博物館。 另外值得一提的是館藏超過50萬幅繪畫作品。 這個數字比一般博物館要多，而且英國祇有兩個博物館擁有更多的畫作：大英博物館和維多利亞和阿爾伯特博物館。
乍一看，自然歷史博物館藏有大量繪畫作品，這似乎很奇怪，但事實上，其中大部分都是自然歷史繪畫。 不言而喻的是，在沒有照片的時代，我們必須依靠繪畫來保存動物在被製成保存標本之前的生活外觀，即使是短暫的探險，也需要專業畫家對於博物學家來說，陪伴動物是很正常的事。 即使在詹姆斯·庫克船長的第一次探險中，其主要目的是確認金星凌日(1769年)，三名畫家也陪同他，這並不是為了成為自然歷史標本。 這些自然史繪畫的巔峰之作就是這個龐大的收藏。

## 教育與研究

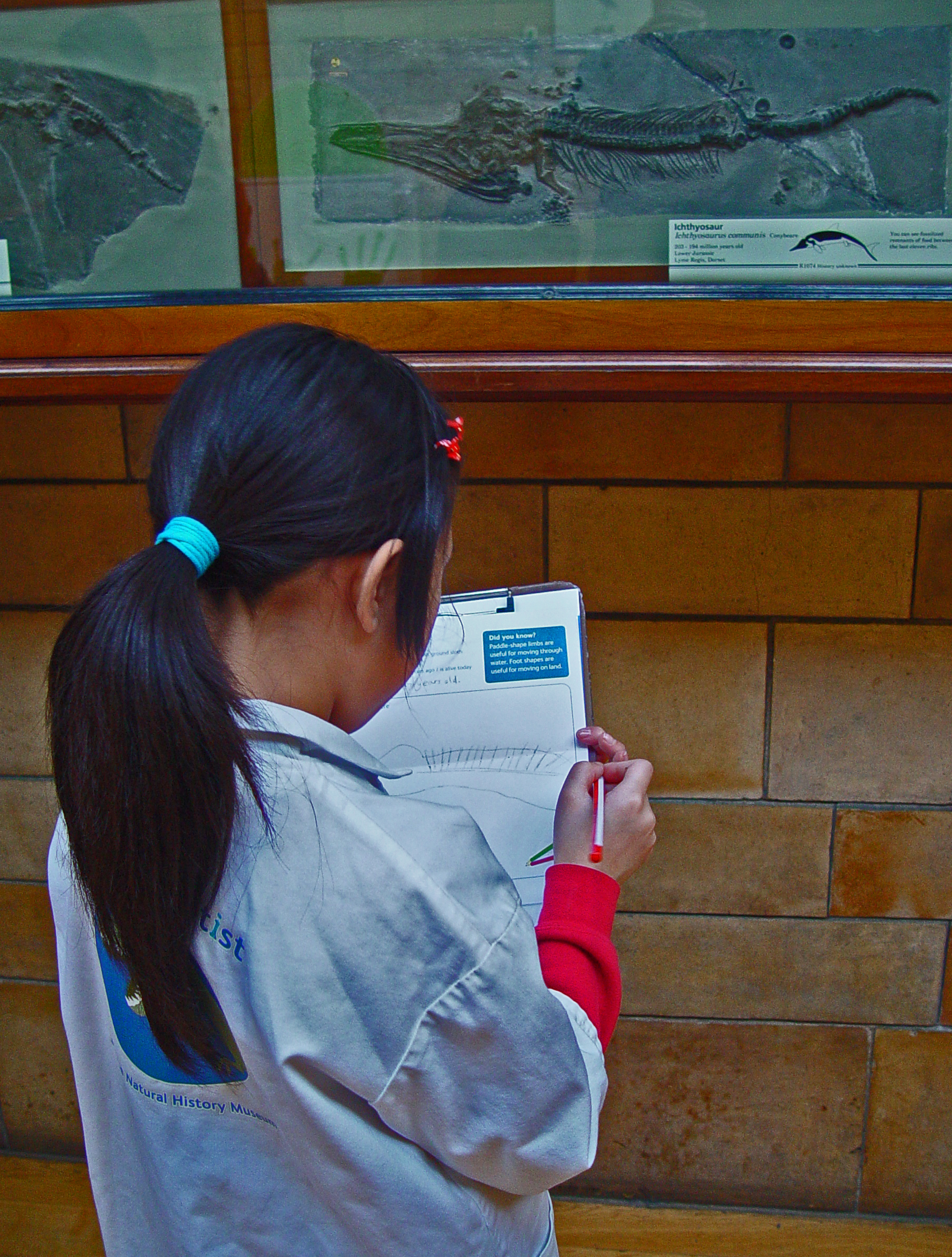
博物館的年輕學生

博物館開展了一系列教育和公眾參與計劃。 例如，其中包括為學生舉辦的備受讚譽的「科學如何運作」實踐研討會，展示微化石在地質研究中的用途。 博物館還在確保將德文郡和多塞特郡侏罗纪海岸指定為聯合國教科文組織世界遺產方面發揮了重要作用，並隨後成為"莱姆里吉斯化石節"的主要合作夥伴。
2005年，博物館啟動了一個項目，培養著名的畫廊人物來巡視陳列櫃，其中包括卡爾·林奈、瑪麗·安寧、多蘿西婭·貝特、和威廉·史密斯的“複製品”。 他們講述自己的生活和發現的故事和軼事，旨在給遊客帶來驚喜。
2010年，BBC在該博物館拍攝了一部六集紀錄片系列，題為“生命博物館”，探索博物館的歷史和幕後方面。
自 2001 年 5 月起，自然史博物館的部分活動和常設展覽免費入場。 但是，有些臨時展覽和表演需要付費。
自然史博物館將博物館的生命和地球科學藏品與「分類學、系統學、生物多樣性、自然資源、行星科學、演化和資訊學」的專業知識相結合，以解決科學問題。 2011年，博物館主導成立了國際自然保護聯盟 (IUCN) 熊蜂專家小組，由Paul H. Williams博士擔任主席，利用紅色名錄標準評估全球熊蜂物種的瀕危狀況。

## 另请参见
- 自然历史博物馆的天花板